# دي فولكسبانك
دي فولكسبانك ( ، 
) هو بنك تجزئة هولندي يقدم منتجات مالية للشركات والأفراد. قبل إعادة الهيكلة عام ٢٠١٧، كان يُسمى بنك أس أن أس ، والذي لا يزال اسمه التجاري الرئيسي. أصبح بنك أس أن أس شركة تابعة لشركة أس أن أس ريال عام ١٩٩٧ عندما اشترت الشركة القابضة شركة التأمين ريال. أنقذت الحكومة الهولندية البنك وشركته الأم عام ٢٠١٣، وأصبحا مملوكين للدولة منذ ذلك الحين. في عام ٢٠١٦، كان بنك أس أن أس رابع أكبر بنك في هولندا من حيث إجمالي الأصول. 
تم تصنيف فولكس بنك كمؤسسة مهمة منذ دخول الرقابة المصرفية الأوروبية حيز التنفيذ في أواخر عام 2014، ونتيجة لذلك يتم الإشراف عليه بشكل مباشر من قبل البنك المركزي الأوروبي .  

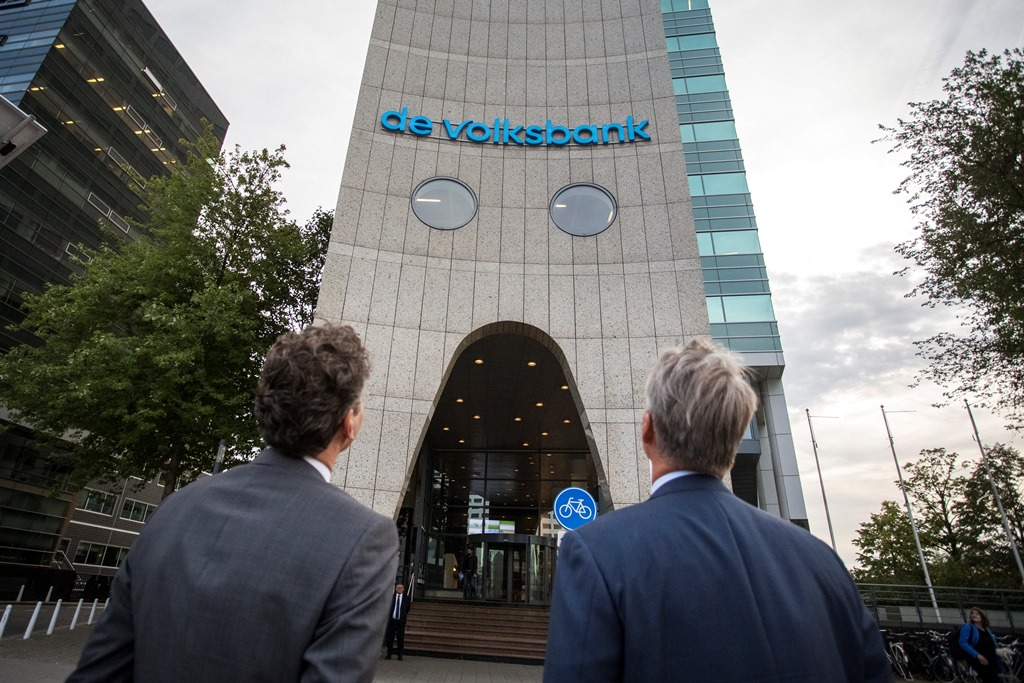
الرئيس التنفيذي موريس أوستندورب ووزير المالية الهولندي جيروين ديسلبلوم يكشفان عن الشعار الجديد في المقر الرئيسي لأوتريخت (سبتمبر 2016).

## أنظر أيضاً
- أس أن أسي ريال

## روابط خارجية
- موقع بنك SNS
- موقع دي فولكسبانك الإلكتروني

قالب:Dutch financial services companies